# Portada/article febrer 17

## Bandera de Belarús
La bandera de Belarús (en belarús Сцяг Беларусі, Stsiah Belarussi; en rus Флаг Беларуси, Flag Belarussi) fou formalment adoptada el 7 de juny de 1995 després que fos votada en referèndum pel poble belarús durant el mes anterior. Aquest disseny substituí la bandera usada per la República Popular Belarussa de 1918, abans que Belarús esdevingués una república soviètica, i que també usava el país des que recuperà la seva independència l'any 1991. L'ensenya actual és una modificació de la bandera del 1951 que s'emprava quan el país era una república de la Unió Soviètica.